# 프리 (밴드)
프리(Free)는 1968년 런던에서 결성된 영국의 록 밴드로, 보컬리스트 폴 로저스, 기타리스트 폴 코소프, 베이시스트이자 피아니스트인 앤디 프레이저, 드러머 사이먼 커크로 구성되어 있다. 이들은 〈All Right Now〉와 〈Wishing Well〉 등의 히트곡으로 가장 잘 알려져 있다.
프리는 활발한 라이브 공연과 끊임없는 투어로 명성을 얻었으나, 초기에는 음반 판매 실적이 저조했다. 그러나 1970년에 발표한 세 번째 스튜디오 음반 《Fire and Water》는 〈All Right Now〉의 인기에 힘입어 상업적으로 큰 성공을 거두었다. 이 곡은 밴드가 같은 해 열린 1970년 아일 오브 와이트 페스티벌에 출연하는 데 결정적인 역할을 했으며, 이들은 당시 약 60만 명의 청중 앞에서 공연을 펼쳤다.
1970년대 초반 프리는 영국 블루스 록 장르를 대표하는 가장 성공적인 밴드 중 하나로 자리매김했으며, 해체 시점까지 전 세계적으로 2천만 장 이상의 음반을 판매하고 700회 이상의 공연과 페스티벌 무대에 올랐다. 〈All Right Now〉는 R&B 및 록 음악의 대표적인 고전으로 남아 있으며, ASCAP의 1백만 회 이상 방송된 싱글 클럽에 등록되어 있다.

## 음반 목록
- Tons of Sobs (1969)
- Free (1969)
- Fire and Water (1970)
- Highway (1970)
- Free at Last (1972)
- Heartbreaker (1973)